# Robert Remak (matematico)
Robert Erich Remak (Berlino, 14 febbraio 1888 – Auschwitz, 13 novembre 1942) è stato un matematico tedesco di origini ebraiche.

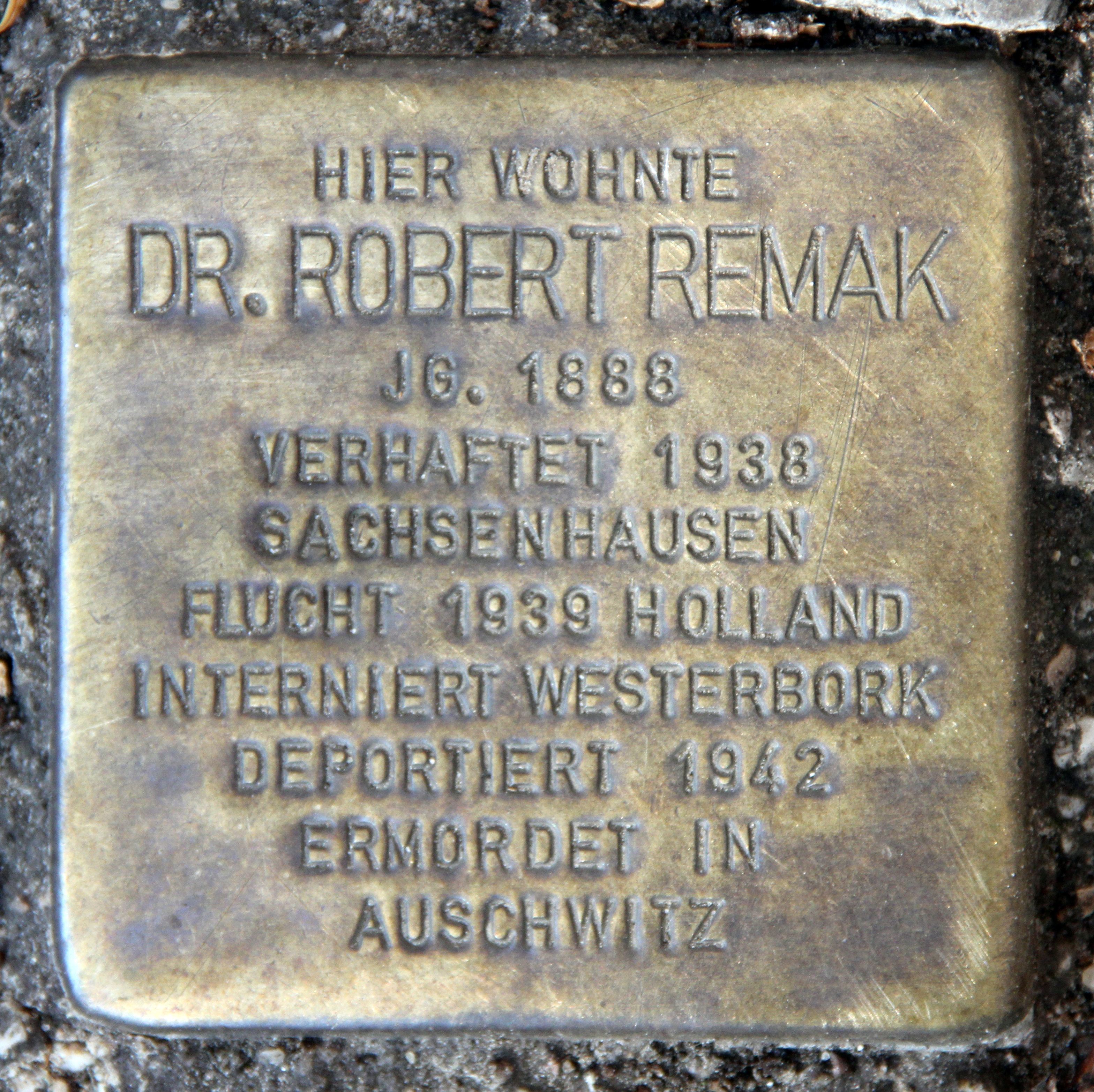
Sanpietrino commemorativo della morte di Robert Remak.

È famoso per avere teorizzato la scomposizione di Remak.

## Biografia
Figlio del neurologo Ernst Julius Remak e nipote dell'omonimo medico Robert Remak, ha studiato a Berlino nell'Università Humboldt sotto l'ala del matematico tedesco Ferdinand Georg Frobenius e dove ha ricevuto il dottorato nel 1911.
Nel 1911 cominciò il suo studio "Über die Zerlegung der endlichen Gruppen in indirekte unzerlegbare Faktoren" (Sulla scomposizione di un gruppo finito dentro fattori indiretto indecomponibili), basato su uno studio del 1909 di Joseph Wedderburn e che ha visto la collaborazione di Wolfgang Krull e Otto Schmidt. I risultati dello studio compongono il Teorema Krull-Remak-Schmidt.
Nel 1929 ha ottenuto l'abilitazione come professore universitario e, fra il 1929 e il 1933 Remak lavorò come docente privato all'Università di Humboldt mentre portava avanti i suoi studi matematici; fra questi si può trovare Kann die Volkwirtschaftslehre eine exakte Wissenschaft werden? ("Può l'economia essere una scienza esatta?"), trattato economico-matematico dove Remak analizza la formazione dei prezzi nelle economie capitaliste e socialiste. Nei suoi studi, inoltre, anticipò il futuro ruolo dei computer nella risoluzione dei sistemi di equazioni lineari.
Con l'ascesa del Terzo Reich Tedesco nel 1933, Remak, di origini ebraiche, ha perso il suo lavoro come insegnante nel settembre dello stesso anno. È stato arrestato nella notte dei cristalli, il 9 novembre del 1938, per essere internato nel campo di concentramento di Sachsenhausen per molti mesi. Grazie all'aiuto ricevuto dalla moglie, Remak ottenne un permesso d'emigrazione verso gli Stati Uniti d'America, con il quale fu rimesso in libertà.
Nel 1942 fu ricatturato dalle forze naziste ad Amsterdam, durante l'occupazione dei Paesi Bassi. Fu deportato nel campo di concentramento di Auschwitz, dove fu ucciso..